# Свято-Троицкая церковь (Царицын)
Це́рковь Живонача́льной Тро́ицы (Свя́то-Тро́ицкая це́рковь) — утраченный православный храм в центре Волгограда, на территории нынешней верхней террасы центральной набережной. Был одним из старейших каменных зданий города. Царь Пётр I отстоял в нём литургию во время посещения Царицына в 1722 году. Храм разрушен коммунистами в 1932 году.

## История

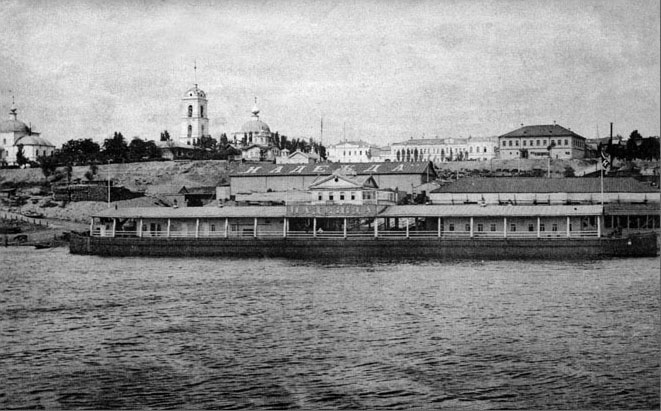
Центр Царицына, вид с Волги, 1903 год. Троицкий храм виден на левой границе кадра

Троицкая церковь была третьим по счету каменным зданием (после Иоанно-Предтеченского и Успенского храмов) в Царицынском остроге. Построена в 1720 году, очевидно, на месте деревянной церкви с тем же названием, существовавшей с начала XVII века. (Еще одна Свято-Троицкая церковь в Царицыне появилась в 1903 году на территории завода «Уральско-Волжского металлургического общества»).
Церковь располагалась на месте верхней террасы центральной набережной Волгограда, между современным памятником летчику Хользунову и спуском к реке Царица. Некоторое время принадлежала к Троицкому монастырю, первому мужскому в Царицыне. Он существовал с 1660-х годов, и уже тогда в нём обитали 30 монахов.
Материал для постройки мог быть взят из развалин заброшенной столицы Золотой Орды, города Сарай-Берке, либо из других золотоордынских руин в окрестностях Волгограда.
Согласно идее царя Федора III, Царицын в 1681 году должен был стать центром собственной епархии с кафедрой в Троицкой церкви. Московский патриарх Иоаким заблокировал реформу.
Архимандрит Антоний в 1691 году подал челобитную царю с просьбой о финансовой помощи монастырю и получил право «загребать соли против Астраханского монастыря по 15 тысяч в год беспошлинно».
Петр I, посетив Царицын на пути в Персидский поход, 16 июня 1722 года отстоял в храме литургию:

«В Царицыне торжественно встретили Петра Великого. Там он на коне объехал крепость, слушал обедню в Троицкой церкви и сам читал Апостол. После обедни ласково разговаривал с жителями о старине и настоящем быте их»— Леопольдов А. Ф. Исторический очерк Саратовского края
Деревянный Троицкий монастырь сгорел в 1738 году, а в 1740 году был перенесен в Астрахань. Каменная церковь при пожаре уцелела.
Троицкий храм создал в 1886 году церковно-приходскую школу на противоположном берегу Волги, в Царицынском затоне у хутора Букатина. Проповедник Иоанн Кронштадтский в 1893 году пожертвовал деньги для школы и Троицкой церкви.
Штат церкви в 1895 году состоял из священника, дьякона и псаломщика, официальное число прихожан составляло 1519, включая 101 раскольника.
В первые годы после Октябрьской революции церковь продолжала действовать. В 1922 году в ходе следствия по делу «о сокрытии церковных ценностей от изъятия» в числе «пособников» царицынского епископа Нифонта был арестован диакон Лепсков.
Священник церкви Николай Лебедев в 1924 году арестован «за распространение ложных слухов» по доносу сторонников «обновленчества», но вскоре освобожден за недоказанностью вины.
В 1932 году храм был уничтожен Советской властью вместе с большинством других церквей города.

## Архитектура

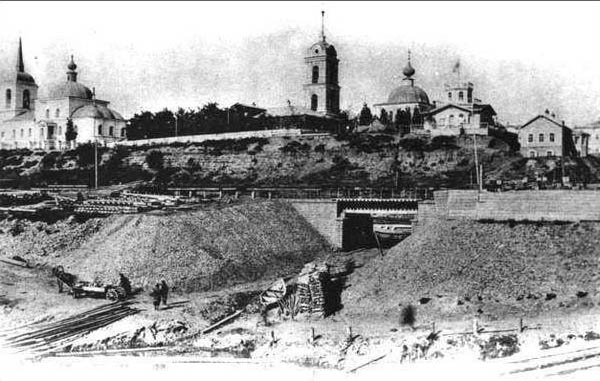
Более крупный план почти с той же точки. Справа от Троицкой стоит Успенская церковь, а вблизи вдоль берега Волги проходит грузовая железная дорога

Церковь имела характерную для своего времени продольно-осевую композицию: с востока на запад на высоком подклете в одну линию выстроены апсида, четверик, трапезная и колокольня, которая, скорее всего, возведена позже остальных частей.
Колокольня была увенчана готическим шпилем по петербургской моде 1720—1740-х годов:

 «Четверик соединен с двухъярусной грубоватой по форме колокольней. Шпиль послужил прообразом для вертикального акцента города. В панораме города он был поддержан шпилем колокольни Успенской церкви, выросшей рядом».— Серебряная В. В. Культовое зодчество как часть культурного наследия Волгоградской области
Остальные части церкви имели строгие прямые линии и плоские фасады, типичные для петровского барокко. Белые стены были оштукатурены. Поздней пристройкой является северный вход в виде крыльца с колоннами тосканского ордера.

## Интерьер и реликвии

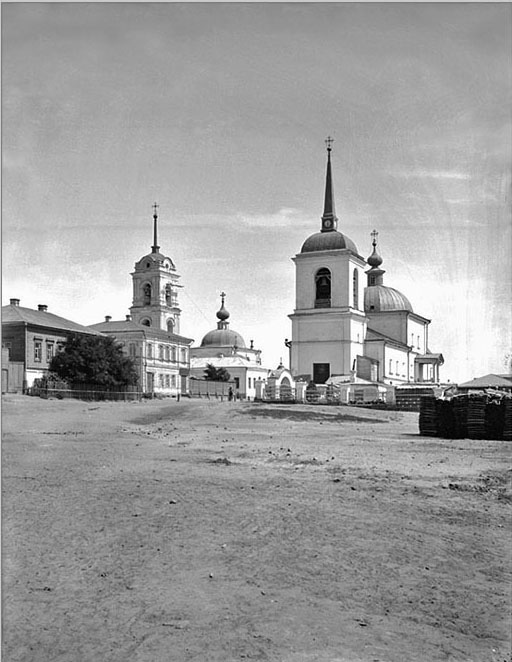
Снято со стороны улицы Петровской (теперь носит имя маршала Чуйкова). Циферблат в основании шпиля придавал колокольне Троицкого храма европейский вид

Согласно описанию Александра Минха, двухэтажное помещение четверика имело придел с двумя дополнительными престолами: в верхнем этаже — в честь иконы Казанской богоматери, в нижнем — в честь Николая Чудотворца, где службу проводили только в день его рождения, 20 декабря по новому стилю.
Два серебряных позолоченных креста с мощами стояли в церкви c начала XVIII века (и, вероятно, были реквизированы в 1922 году). В том же веке были изготовлены несколько икон в серебряных ризах: Иисус Спаситель, Всех Скорбящих Радость, Михаил Архангел, Илия Пророк, Флор и Лавр, Власий Севастийский. Петровской эпохе принадлежали требник и служебник.
Наиболее древней реликвией Троицкого храма было евангелие, напечатанное в 1651 году, то есть до церковной реформы патриарха Никона, «почему раскольники имеют к нему (евангелию) большое уважение», сообщал Минх.